# Hugo Celmiņš
Hugo Celmiņš (Lubāna, 30 d'octubre de 1877 - Moscou, 30 de juliol de 1941), va ocupar el càrrec de Primer Ministre de Letònia dues vegades, la primera des del 19 desembre de 1924 fins al 23 desembre de 1925 i la segona de l'1 de desembre de 1928 al 26 de marc de 1931. Totes dues vegades va estar al partit Unió d'Agricultors Letons.